# Eukanuba
Eukanuba es una marca de comida para perros y gatos, propiedad de Mars Incorporated en Norteamérica, Latinoamérica, Asia, Oceanía, Sudáfrica, Rusia y Turquía, y propiedad de Spectrum Brands para la mayor parte de Europa.
Bajo esta marca se producen 17 tipos de comida para perros segmentadas por edad, raza o necesidades especiales, así como 13 tipos para gatos, específicas para crías, mantenimiento de adultos, prevención de bolas de pelo, digestión sensible, control de peso, gatos de interior/exterior y senior.

## Historia
En 1969 Paul Iams quería encontrar un nombre con el que diferenciar su nueva fórmula de alimentación para perros de las demás fórmulas de Iams. Finalmente decidió llamar a esta fórmula "Eukanuba", una expresión creada por el artista de jazz Hoagy Carmichael, que significaba "lo mejor" o "superior".
En 1999 P&G compró la marca Eukanuba junto al resto del negocio de Iams.
En julio de 2014 Procter & Gamble inició la venta de su negocio de alimentación para mascotas con la venta de las marcas Eukanuba, Iams y Natura a Mars Inc. para los mercados de Norteamérica, América Latina, y con derechos de adquisición para otros países, exceptuando la Unión Europea. En agosto de 2014 Mars anunció que ejecutaría su derecho de adquisición de las marcas para Asia, Oriente Medio y África, incluyendo Australia, Japón y Singapur.
En septiembre de 2014 Procter & Gamble vendió sus marcas de comida para mascotas en la mayor parte de Europa a Spectrum Brands, con la excepción de Rusia y Turquía.

## Ingredientes
En las webs de Eukanuba anuncian como ingrediente los subproductos animales, es decir, todas aquellas partes que se desechan tras el consumo humano: pezuñas, pelos, plumas, ojos, etc tal y como permite el Reglamento de la Unión Europea 2019/4